# Лаури Виртанен
Лаури Јоханес „Ласе” Виртанен (Ускела 3. август 1904 — Турку, 8. фебруар 1982) био је фински атлетичар који се такмичио у трчању на дуге стазе. Освајач је бронзаних медаља на 5.000 м  и 10.000 м на Олимпијским играма 1932.  у Лос Анђелесу. Завршио је као четврти на 5.000 метара на Европском првенству 1934. у Торину. 
Његов брат Ејно био је олимпијац у рвању.